# Zerarka
Khettouti Sed El Djir (em árabe: خطوطي سد الجير), ou Zeraka é uma cidade e comuna localizada na província de M'Sila, Argélia. Segundo o censo de 2008, a população total da cidade era de  habitantes.